# Guido III Guidi
Guido III Guidi (fl. XI secolo) è stato un nobile franco.

## Biografia
Le attestazioni di documentarie sono poche. La prima di queste è un documento redatto a Pistoia nell'aprile 1034, con il quale i canonici della chiesa di San Zeno ricevettero dieci poderi posti nei distretti di Montale, di Tizzana e sul Vincio dell'Ombrone Pistoiese. Gli autori di questa donazione pro anima furono Guido III e suo fratello Tegrimo (III), quest'ultimo padre di un conte Alberto, a sua volta padre di un conte Guido, attestati in un atto notarile dell'anno 1100.
Un'altra attestazione di Guido III è contenuta in un documento redatto presso il Castello di Vincio sull'Ombrone il 23 maggio 1043, nel quale il conte, ammalato e in fin di vita, destinò molti beni alla cattedrale di Pistoia.

## Discendenza
Guido III sposò Adelaita di Ildebrando dalla quale ebbe Guido, detto Bevisangue dalle cronache a lui sfavorevoli a causa del suo atteggiamento bellicoso.